# Proceso Deacon
El proceso Deacon, inventado por Henry Deacon, es un proceso utilizado durante la fabricación de álcalis (el producto final inicial es carbonato de sodio) por el proceso Leblanc. El cloruro de hidrógeno gaseoso se convirtió en gas de cloro, que luego se usó para fabricar un polvo blanqueador comercialmente valioso, y al mismo tiempo se redujo la emisión de ácido clorhídrico residual. Hasta cierto punto, este proceso técnicamente sofisticado reemplazó al anterior proceso de dióxido de manganeso.

## Proceso
El proceso se basó en la oxidación del ácido clorhídrico:
{\displaystyle {\ce {4 HCl + O2 -> 2 Cl2 + 2H2O}}}
La reacción tiene lugar a aproximadamente a 400-450 °C en presencia de una variedad de catalizadores, incluido el cloruro de cobre (CuCl2). Tres compañías desarrollaron procesos comerciales para producir cloro basándose en la reacción de Deacon:
- El proceso Kel-Chlor desarrollado por MW Kellogg Company, que utiliza ácido nitrosilsulfúrico.
- El proceso Shell-Chlor desarrollado por Shell Oil Company, que utiliza catalizadores de cobre.
- El proceso MT-Chlor desarrollado por Mitsui Toatsu Company, que utiliza catalizadores a base de cromo.

El proceso de Deacon ahora es tecnología obsoleta, ya que actualmente la mayor parte del cloro se produce mediante procesos electrolíticos. Sumitomo ha desarrollado nuevos catalizadores basados en óxido de rutenio (IV).

## Proceso Leblanc-Deacon
El proceso Leblanc-Deacon es una modificación del proceso Leblanc. El proceso de Leblanc fue notoriamente perjudicial para el medio ambiente y resultó en algunos de los primeros actos de contaminación del aire y el agua. En 1874, Henry Deacon había derivado un proceso para reducir las emisiones de HCl según lo dispuesto por la Ley de Alkali. En este proceso, el oxígeno oxida el cloruro de hidrógeno sobre un catalizador de cloruro de cobre, lo que resulta en la producción de cloro. Fue ampliamente utilizado en las industrias del papel y textil como agente blanqueador. 